# 斯科特·波切塔
斯科特·波切塔（英語：Scott Borchetta，1962年7月3日—）是美国大机器唱片公司集团的创始人和高管。他于2005年创立了大机器唱片并担任总裁／首席执行官，当时有13名员工，旗下拥有四个品牌：大机器唱片、BMLG唱片、The Valory Music Co.和Nash Icon Records。2015年，他成为《美国偶像》第14和第15季的内部导师。他还是Trans-Am系列的跑车赛车手，也是NASCAR Xfinity系列车队大机器赛车队的所有者。
在大机器唱片的工作之前，波切塔是一名赛车手，也是梦工厂唱片和MCA唱片以及MTM唱片纳什维尔分部的高管。